# Lindsey Graham
Lindsey Olin Graham, född 9 juli 1955 i Central i Pickens County, South Carolina, är en amerikansk jurist och republikansk politiker. Han är ledamot av USA:s senat för South Carolina sedan 2003. Han var ledamot av USA:s representanthus 1995–2003.
Den 18 maj 2015 meddelade Graham att han kandiderar till att bli republikanernas presidentkandidat i valet 2016. Efter lågt stöd av väljarna beslutade han att avsluta sin presidentkampanj den 21 december samma år.

## Biografi
Graham föddes i Central i South Carolina där fadern Florence James Graham ägde en spritbutik. Han var den första i sin familj att studera vid en högskola. Graham tog värvning i Reserve Officer Training Corps. Modern dog när Lindsay var 21 år gammal. Sedan avled fadern 15 månader senare. Graham blev förmyndare för sin yngre syster och fick tillstånd att studera tills systern inledde sina högskolestudier och Graham själv avlade juristexamen. Han avlade 1977 kandidatexamen i psykologi vid University of South Carolina i Columbia, South Carolina. Efter sin juristexamen tjänstgjorde Graham i USA:s flygvapen som militärjurist med tjänstgöringsplacering i Frankfurt am Main och senare i USA, från 1995 och framåt som reservist. Han pensionerades 2015 med överstes grad efter 33 års tjänstgöring. Han har aldrig gift sig.

## USA:s senat
Graham är känd i senaten för sitt förespråkande om ett starkt nationellt försvar, sitt stöd av militären, och som en förespråkare för starkt amerikanskt ledarskap i världsaffärer. Han är också känd för sin vilja att arbeta med demokrater på många frågor som kampanjfinansieringsreform, global uppvärmning, waterboarding förbud och invandringsreform.

## Politiska ställningstaganden
Graham har av motståndare till Tea Party-rörelsen beskrivits som en "moderat republikan". Själv har han dock beskrivit sig som en Reagan-influerad republikan, och har beskrivits som en ganska konservativ republikan med "en klang av måttlighet" och som att ha "en självständig period".

### Kavanaugh-förhören
Under kontroversen kring nomineringen av Brett Kavanaugh till USA:s högsta domstol, intog Graham en stark position mot att processen skulle försenas genom vittnesmål av Christine Blasey Ford, som anklagade Kavanaugh för sexuellt övergrepp medan de två gick i gymnasiet. Graham talade till reportrar omedelbart efter att Ford utfrågats av senatens justitieutskott, Graham ansåg att hennes vittnesmål ej var trovärdigt. Senare engagerade sig Graham i en partisk monolog för Kavanaugh som tycktes avleda processen bort från fakta och mot att avbryta utfrågningen.